# Sainte-Agnès (Isère)
Sainte-Agnès is een gemeente in het Franse departement Isère (regio Auvergne-Rhône-Alpes) en telt 521 inwoners (2004). De plaats maakt deel uit van het arrondissement Grenoble.

## Geografie
De oppervlakte van Sainte-Agnès bedraagt 27,1 km², de bevolkingsdichtheid is 19,2 inwoners per km².
De onderstaande kaart toont de ligging van Sainte-Agnès (Isère) met de belangrijkste infrastructuur en aangrenzende gemeenten.

## Demografie
Onderstaande figuur toont het verloop van het inwonertal (bron: INSEE-tellingen).